# Round Rock (Texas)
Round Rock is een plaats (city) in de Amerikaanse staat Texas, en valt bestuurlijk gezien onder Travis County en Williamson County.
Round Rock is gekend als de locatie van het hoofdkwartier van de Amerikaanse multinational uit de IT-sector, Dell Technologies. Dell heeft 16.000 werknemers actief in het hoofdkwartier.

## Demografie
Bij de volkstelling in 2000 werd het aantal inwoners vastgesteld op 61.136.
In 2006 is het aantal inwoners door het United States Census Bureau geschat op 92.392, een stijging van 31.256 (51.1%).

## Geografie
Volgens het United States Census Bureau beslaat de plaats een oppervlakte van
68,0 km², waarvan 67,7 km² land en 0,3 km² water. Round Rock ligt op ongeveer 218 m boven zeeniveau.

## Plaatsen in de nabije omgeving
De onderstaande figuur toont nabijgelegen plaatsen in een straal van 12 km rond Round Rock.